# Walking with a Ghost
För EP:n av The White Stripes, se Walking With a Ghost (EP).
"Walking with a Ghost" är en låt av den kanadensiska popduon Tegan and Sara, skriven av Sara Quin. Låten gavs ut som den första singeln från duons fjärde album So Jealous 2004. "Walking with a Ghost" spelades in med ytterligare produktion av David Carswell, John Collins och Howard Redekopp. Musikaliskt sett bygger låten på ett gitarriff samt Moog-synthesizer som framförs av Matt Sharp från Weezer/The Rentals, vilket tog gruppens sound i en ny riktning från indiefolk till mer 80-talsinspirerad pop.
Singeln, som innehåller b-sidan "Love Type Thing", lanserades tillsammans med en musikvideo i regi av Troy Nixey. Låtens framgångar var till en början begränsade men när The White Stripes gav ut en coverversion i december 2005 fick låten ökad popularitet. Låten valdes även med i soundtracket till den amerikanska filmen Monster till svärmor.

## Bakgrund
Tegan har gett följande kommentarer om låten:
[...] Det är inte min låt så jag kan inte säga direkt, men jag vet att första gången jag hörde den hade vi flugit till London och Sara tog fram sin laptop och spelade den för mig. Det var den första låten hon medvetet skrev för albumet och den lät så annorlunda för mig och jag tyckte att alla bidrag till skivan, som Matt Sharps keyboarddelar, Robs trumdel, verkligen upprörde mig. Jag tyckte att den var väldigt kreativ och jag gillar verkligen att spela den låten. Jag tycker att det är en cool låt. Det var då jag började ana att Sara skulle skriva ett helt annorlunda album än hon gjort tidigare.

## Produktion
Tegan and Sara producerade "Walking with a Ghost" tillsammans med David Carswell, John Collins och Howard Redekopp. Inspelningen ägde rum vid Mushroom Studios och Divine Industries i Vancouver. Låtarna på So Jealous tog en ny riktning från gruppens indiefolkrötter till 80-talsinspirerad pop. Till en början var gruppen oense med trummisen Rob Chursinoff när de skulle spela in låten; Tegan minns Chursinoff säga "Ni har förstört låten med keyboard" och "Det låter så 80-tal, varför gjorde ni så? Det låter som en popskiva."
Låten går i fyrtakt med ett tempo på 88 taktslag per minut (bpm). Den komponerades ursprungligen i B♭-dur och röstläget spänner från A3 till C#5.

## Musikvideo
Musikvideon regisserades av den kanadensiske serietecknaren och filmregissören Troy Nixey och spelades in den 26 juli 2004 i Vancouver. I videon befinner sig Tegan och Sara i ett vitt rum, Tegan klädd i en svart tröja och svarta byxor och Sara i en vit klänning. De står framför varandra och bredvid Sara står två kopior av henne. Tegan plockar av ett hjärta från deras klänningar och går iväg. I nästa scen är Tegan i ett annat rum med svarta golv och väggar. Hon sitter ner på golvet bredvid ännu fler hjärtan, och en bit ifrån henne står en samling musikinstrument. I det vita rummet syns en svart vägg som avgränsar det svarta rummet; Sara och hennes två kopior går fram och börjar slå och sparka på den så att det till slut spricker upp ett stort hål. Sara går in i det svarta rummet medan hennes kopior står kvar utanför. Hon går fram till instrumenten där hon får syn på ett par hörlurar som hon tar på sig. Hon sätter sig ner och börjar lyssna och sjunga. I nästa scen ligger hon på en brits medan ett par händer med latexhandskar syr igen hålet på hennes klänning. Därefter går hon tillbaka till det vita rummet där hon återförenas med sina två kopior. I det svarta rummet står Tegan och en kopia av henne med ett par latexhandskar hängande över varsin axel och man får se att deras hjärtan saknas.
Hjärtana i videon är i samma stil som de på skivomslaget till So Jealous.

## Coverversioner

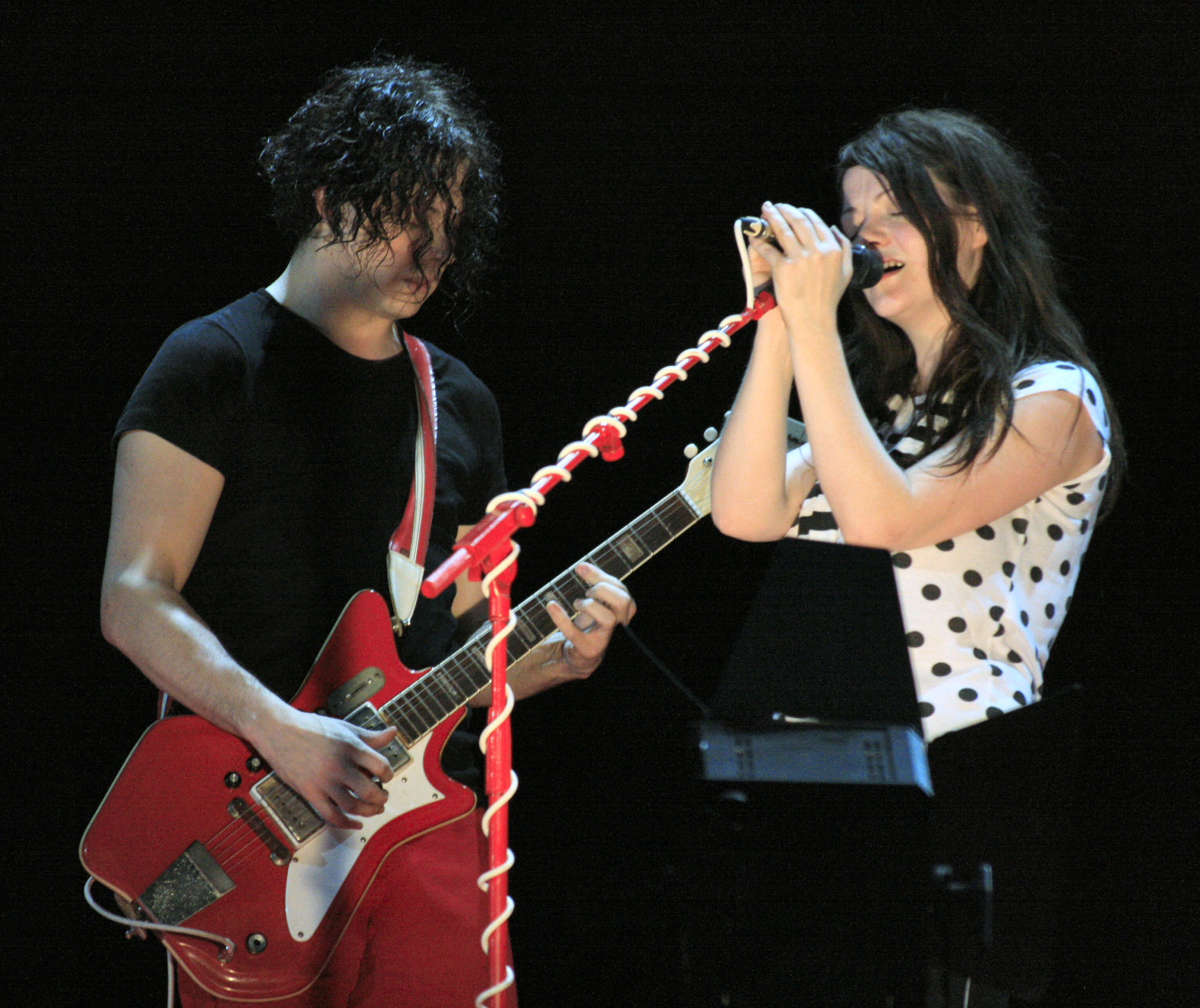
The White Stripes spelade in en cover på låten.

Den amerikanska rockgruppen The White Stripes spelade in en cover på låten som släpptes i december 2005 på EP:n Walking with a Ghost. Tegan and Sara hade från början ingen kontakt med The White Stripes men fick höra att de spelade låten live och sedan skulle ge ut den på skiva. Fastän de uppskattade The White Stripes tolkning av låten har de senare medgett i en intervju med Under the Radar att de på grund av låg självkänsla inbillade sig att tolkningen var ett hån mot dem när de såg The White Stripes-sångaren Jack White uppträda med sitt andra band The Raconteurs vid Coachellafestivalen.
Under 2014 tolkades låten av den amerikanska singer-songwritern Xander Smith på albumet Hey San Pedro.

## Mottagande
I en recension av So Jealous kommenterade Katie Zerwas på PopMatters att "Begränsningen av new wave-beats och den vagt dansvänliga tanken de beskriver låter dem vara romantiska utan att låta mjuka, eller med andra ord, att skriva texter dränkta i metaforer utan svepskäl. 'Walking with a Ghost' är det främsta exemplet på dessa egenskaper, med dess underförstådda melodi, gåtfulla refräng och hickande robotiserade mallighet". Ett negativt omdöme kom från Marc Hogan på Pitchfork Media, som skrev att "'Walking with a Ghost' repeterar tre eller fyra världsliga fraser-- särskilt "out of my mind"-- ett dussintals gånger i två och en halv minuter, allt över samma fjantiga, studiopolerade gitarrackord".
I maj 2005 utgavs "Walking with a Ghost" på soundtracket till den amerikanska filmen Monster till svärmor. Genom The White Stripes coverversion fick Tegan and Sara ökad popularitet och So Jealous kom senare att bli gruppens första guldcertifierade album i Kanada. "Vi gick från att inte sälja några skivor till att sälja tusentals skivor och fick tusentals följare", har Tegan sagt.

## Liveframträdanden
"Walking with a Ghost" spelas ofta vid gruppens konserter. De framförde låten på Late Night with Conan O'Brien den 11 januari 2005. Ett annat filmat framträdande från Phoenix Concert Theatre i Toronto den 16 februari 2005 återfinns på videoalbumet It's Not Fun. Don't Do It!.

## Låtlista
CD
1. "Walking with a Ghost" (Sara Quin) – 2:30
2. "Love Type Thing" (S. Quin) – 1:47

Vinyl / digital nedladdning
1. "Walking with a Ghost" (S. Quin) – 2:30
2. "You Wouldn't Like Me" (Tegan Quin) – 2:56

## Medverkande
Tegan and Sara
- Tegan Quin – sång, gitarr, keyboard, piano, orgel, slagverk, producent
- Sara Quin – sång, gitarr, keyboard, piano, orgel, slagverk, producent

Övriga medverkande
- Nick Blasko – fiol
- David Carswell – gitarr, piano, medproducent
- Chris Carlson – bas
- John Collins – gitarr, medproducent
- Rob Chursinoff – trummor, slagverk
- Howard Redekopp – gitarr, keyboard, medproducent
- Matt Sharp – moogsynth

Information från Discogs.